# Brahmakulam
Brahmakulam é uma vila no distrito de Thrissur, no estado indiano de Kerala.

## Demografia
Segundo o censo de 2001, Brahmakulam tinha uma população de 13 026 habitantes. Os indivíduos do sexo masculino constituem 47% da população e os do sexo feminino 53%. Brahmakulam tem uma taxa de literacia de 85%, superior à média nacional de 59,5%; a literacia no sexo masculino é de 86% e no sexo feminino é de 83%. 11% da população está abaixo dos 6 anos de idade.